# Xabier de Lizardi
José María Aguirre Egaña (18 de abril de 1896-12 de marzo de 1933) conocido por Xabier Lizardi fue un poeta y escritor español en lengua vasca.
José María Aguirre fue un relevante escritor vasco de principios del siglo XX. Junto con Lauaxeta  es el principal representante de la literatura eusquérica de preguerra. La estética simbolista ha hecho que se le compare con Juan Ramón Jiménez. 
Aguirre firmaba con el seudónimo de Xabier Lizardi, por el que es conocido, aunque también firmó con los de Zarauztar Sabin y Samaiko Zulo. Su escasa obra, centrada principalmente en sólo dos libros, Biotz-begietan (En el corazón y en los ojos) escrita en 1932 y la antología póstuma Umezurtz-olerkiak (Poemas huérfanos) publicada en 1934, plasma una poesía de tipo intimista, impresionista, donde se debate entre la materia y el espíritu, y que está basada en la naturaleza y la mitología de su región. Es la transición del Romanticismo al Simbolismo en la literatura en lengua vasca.

## Biografía
José María Aguirre nació en la localidad guipuzcoana de Zarauz en el País Vasco (España) el 18 de abril de 1896. Cuando tenía doce (otras fuentes dicen que contaba diez) años, se trasladó a Tolosa junto a su familia. Allí estudia bachillerato y recupera el vascuence que tenía casi olvidado.
En 1917, con veintiún años, se licencia en derecho en la Universidad Central de Madrid. Se casa con Francisca Izagirre con veintisiete años y entra, en el puesto de gerente, en la fábrica Perot, dedicada a la construcción de telas metálicas.
En 1926 participa en la fundación de la entidad cultural Euskaltzaleak en el seno de la cual realizó diferentes proyectos. Trabajó para dotar a la lengua vasca de las alas de la sabiduría como él decía y soñaba con un periódico en dicha lengua.
La primera vez que utiliza el pseudónimo por el que se le conocería fue en la conmemoración del día del Euskera en Mondragón (Guipúzcoa) el año 1927, bajo la dictadura de Primo de Rivera.
En 1930 participa en el certamen de poesía vasca en Rentería donde presentó las poesías; Otartxo utsa (El cestito vacío), Paris'ko Txolarre (El gorrión de París) y Agur (adiós). En el certamen del año siguiente celebrado en Tolosa en honor al poeta Emeterio Arrese presentó el poema Urtegiroak (Las estaciones del año). Este  poema ha sido calificado como "su obra cumbre" por Ariztimuño.
Al año siguiente, en 1932 publica el libro Biotz-Begietan (En el corazón y en los ojos) y es galardonado con el premio Kirikiño por el artículo Etxe barne bizia (La vida dentro de casa). También ven la luz en la revista Antzerti (teatro) las obras Laño ta izar (Niebla y estrella) y Bi aizpak (Dos hermanas).
Con treinta y seis años de edad, sin haber tenido tiempo de desarrollar todo el potencial que tenía, murió en Tolosa el 12 de marzo de 1933.
Dentro de su inspiración temática creativa, tanto en su obra poética como teatral, se encuentra la naturaleza, el cristianismo, la identidad vasca o la muerte. Temas que se vieron reflejados en obras como Otartxo utsa (Cestito vacío, dedicado a su hija muerta) o Bultzi-leiotik (Desde la ventanilla del tren). Junto a su publicación regular de poemas, Xabier de Lizardi también escribió artículos para diversas publicaciones periodísticas como Euzko Deya o El Pueblo Vasco, además de militar en el Partido Nacionalista Vasco.
Los libros Umezurtz-Olerkiak (Poemas huérfanos) e Itz-Lauz (En prosa) fueron publicados después de su muerte al igual que su obras dramática Ezkondu ezin ziteken mutilla (El chico que no se podía casar), que vio la luz en las páginas de la revista Egan en 1953.

## Sus obras

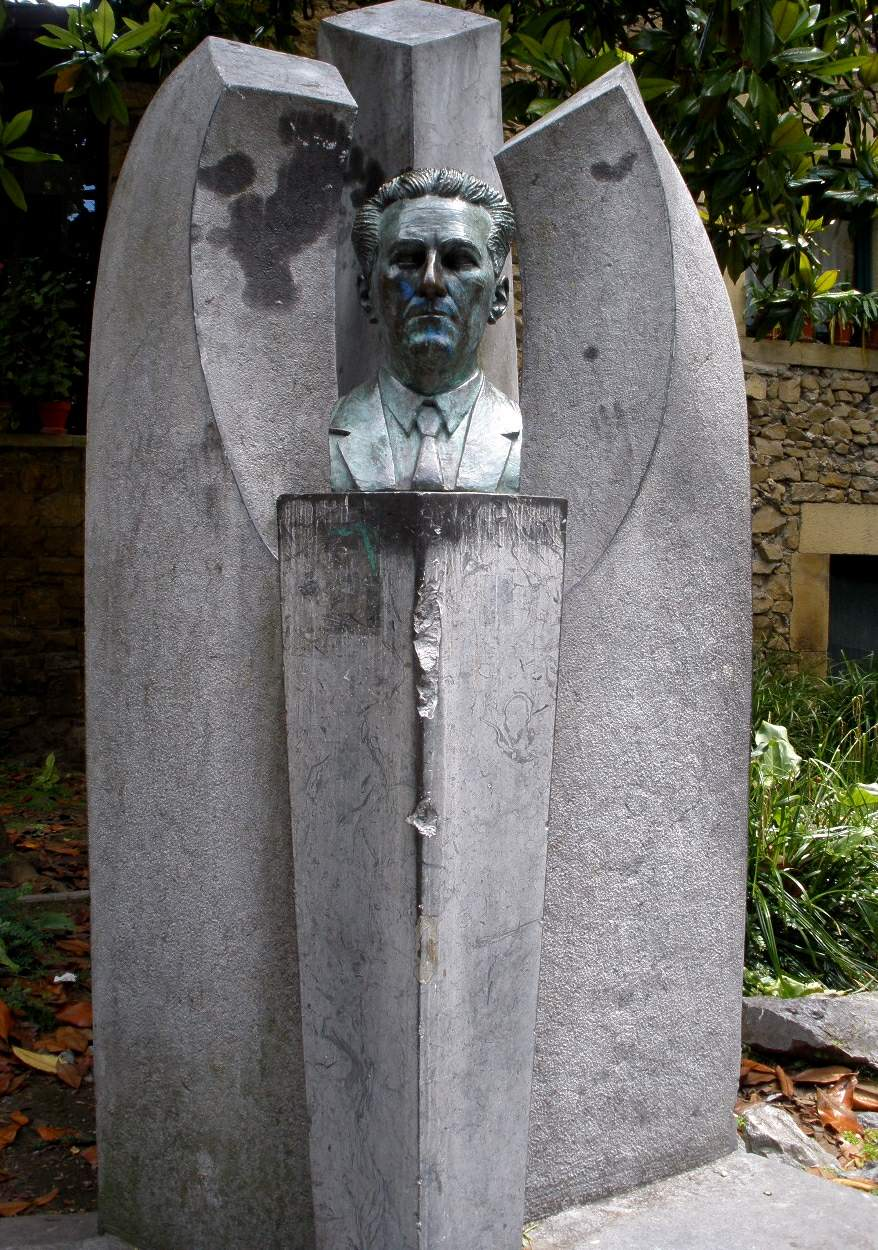
Monumento a Xabier de Lizardi en su Zarauz natal

### Poesía
- XX. mendeko poesia kaierak (cuadernos de poesía del siglo XX), 2000, Susa: Edición de Koldo Izagirre.
- Biotz-begietan (En el corazón y en los ojos), 1932, Verdes-Atxirika.
- Olerkiak (poemas) 1983, Erein: edición de Juan Mari Lekuona, Ángel Lertxundi y Xabier Lete.
- Umezurtz olerkiak (Poemas huérfanos) 1934, Euskaltzaleak
- Lizardi (frenedo), 1975, Valverde.

### Teatro
- Bi aizpak (Dos hermanas), 1932, Antzerti.
- Laño ta izar (Niebla y estrella), 1932, Antzerti
- Ezkondu ezin ziteken mutilla (El chico que no se podía casar), 1953, Revista Egan

### Artículos
- Itz lauz, (En palabras llanas) 1934, Euskaltzaleak.
- Kazetari lanak (trabajos de periodista),1986, Erein - Asociación de editores vascos)